# 은행나무과
은행나무과(학명: Ginkgoaceae 깅크고아케아이[*])는 은행나무목에 속하는 과이다. 은행나무가 속하는 은행나무속과 몇몇 멸종한 속을 포함한다.

## 속
- 은행나무속(Ginkgo)
- †깅크고이테스속(Ginkgoites)
- †깅크고이디움속(Ginkgoïdium)
- †깅크고피티스속(Ginkgopitys)
- †바이에록실론속(Baieroxylon)
- †케이로필룸속(Cheirophyllum)
- †키롭테리스속(Chiropteris)
- †트리코피티스속(Trichopitys )
- †포이닉프시스속(Phoenicpsis)
- †폴리스페르모필룸속(Polyspermophyllum)